# جایزه فیلم غنا
جایزه فیلم غنا (انگلیسی: Ghana Movie Awards) نام یک جایزهٔ سینمایی است که به برترین‌های سینما در کشور غنا اهدا می‌شود.
این جایزه در سال ۲۰۱۰ میلادی بنیان‌گذاری شد و نخستین دورهٔ آن در ۲۵ دسامبر ۲۰۱۰ در «مرکز همایش‌های بین‌المللی آکرا» برگزار شد.